# Attaque de Haouza (1988)
Pour les articles homonymes, voir Bataille de Haouza.
Guerre du Sahara occidental
Batailles
L'attaque de Haouza a eu lieu le 18 août 1988 pendant la guerre du Sahara occidental. Le Polisario attaque le mur des sables défendu par l'armée marocaine.

## Contexte
Les indépendantistes engagent un bataillon mécanisé (30 BMP-1) et deux bataillons motorisés. Les sahraouis auraient disposé de missiles 9K33 Osa.

## Déroulement
Le Polisario attaque le mur marocain dans la région d'Haouza, sur un front de 20 km. L'attaque a lieu le matin. L'aviation marocaine n'intervient pas, officiellement à cause de la présence de missiles sol-air 9K33 Osa. Toutefois, l'aviation avait pu intervenir pendant les batailles de 1987 malgré la présence de ces mêmes systèmes, et l'absence d'appui aérien serait plutôt dû à un manque de coordination entre les troupes au sol et les avions.

### Sources bibliographiques
1. 1 2 3 4 5 6  Fuente & Mariño, p. 117.
2. ↑  Merini, p. 505.